# Brooklyn – Eine Liebe zwischen zwei Welten
Brooklyn – Eine Liebe zwischen zwei Welten (Originaltitel: Brooklyn) ist ein britisch-irisch-kanadisches Filmdrama des irischen Regisseurs John Crowley aus dem Jahr 2015 mit Saoirse Ronan in der Hauptrolle. Es basiert auf dem gleichnamigen Roman von Colm Tóibín. Das Drehbuch schrieb Nick Hornby.

## Inhalt
Der Film erzählt die Geschichte von Eilis Lacey, einer jungen Irin, die 1951 in die Vereinigten Staaten emigriert.
Eilis lebt bei ihrer verwitweten Mutter und ihrer Schwester Rose in  der irischen Kleinstadt Enniscorthy im County Wexford und arbeitet am Wochenende als Aushilfe in einem kleinen Laden. Rose vermittelt ihr mit kirchlicher Hilfe eine Stelle in Brooklyn. Während der teilweise stürmischen Überfahrt nach New York leidet Eilis an der Seekrankheit. Ihre amerikanische Kajütennachbarin nimmt sich ihrer an und hilft ihr bei der weiteren Überfahrt.
In Brooklyn angekommen, lebt Eilis in einem Boardinghouse und arbeitet als Verkäuferin in einem Kaufhaus. In Briefen an ihre Schwester beschreibt sie ihr starkes Heimweh. Father Flood, der ihr bereits die Arbeit und die Unterkunft vermittelt hat, bezahlt ihr einen Buchhaltungskurs. An einem irischen Tanzabend lernt sie Tony kennen, der einer italienischen Familie entstammt. Die beiden werden ein Paar. Unerwartet stirbt jedoch Rose, und nach einem Telefongespräch mit ihrer verzweifelten Mutter beschließt Eilis, diese zu besuchen. Tony befürchtet, Eilis zu verlieren, und überredet sie, ihn vor ihrer Heimreise heimlich standesamtlich zu heiraten. Zurück in Irland lebt sich Eilis schnell wieder ein, verheimlicht jedoch ihre Hochzeit.
Sie verschiebt ihre Rückfahrt, um an der Hochzeit ihrer Jugendfreundin teilzunehmen. Sie freundet sich mit Jim an, einem jungen Mann aus gutem Haus, und übernimmt die Arbeitsstelle ihrer verstorbenen Schwester. Sie fängt an, Tonys Briefe nicht mehr zu öffnen. Als Miss Kelly, die Besitzerin des kleinen Ladens, ihr zu verstehen gibt, sie habe über Bekannte in Brooklyn von ihrer Hochzeit erfahren, bekennt sich Eilis zu Tony und reist zurück nach Brooklyn.

## Veröffentlichung
Weltpremiere hatte der Film am 26. Januar 2015 auf dem Sundance Film Festival. Fox Searchlight Pictures sicherte sich am folgenden Tag die Vertriebsrechte. Der Film wurde auch auf dem Toronto International Film Festival gezeigt und kam am 4. November 2015 in die US-amerikanischen Kinos. Der deutsche Kinostart war am 21. Januar 2016.

## Rezeption
Andreas Staben hält den Film auf Filmstarts für „herzerwärmendes wie intelligentes Gefühlskino mit einer Prise Melancholie und einer herausragenden Hauptdarstellerin“.
Birgit Roschy meint auf epd Film, dass „der Preis der Veränderung […] in diesem ebenso unsentimentalen wie herzzerreißenden Film nicht beschönigt“ wird.
Till Kadritzke von critic.de sah „einen ungemein genauen, bescheidenen, altmodischen Film […], für den Subtilität glücklicherweise nicht bedeutet, das große Drama zu leugnen, das in ihm steckt“.
2016 belegte Brooklyn bei einer Umfrage der BBC zu den 100 bedeutendsten Filmen des 21. Jahrhunderts den 48. Platz.

## Musik
Im Film sind zwei Mitglieder der Irish Folk Formation „The Gloaming“ zu hören und zu sehen: Caoimhín Ó Raghallaigh und Iarla Ó Lionáird, der als Arbeiter zum Weihnachtsfest das Lied „Casadh an tSúgáin“ (Twisting the Rope) singt.

## Auszeichnungen

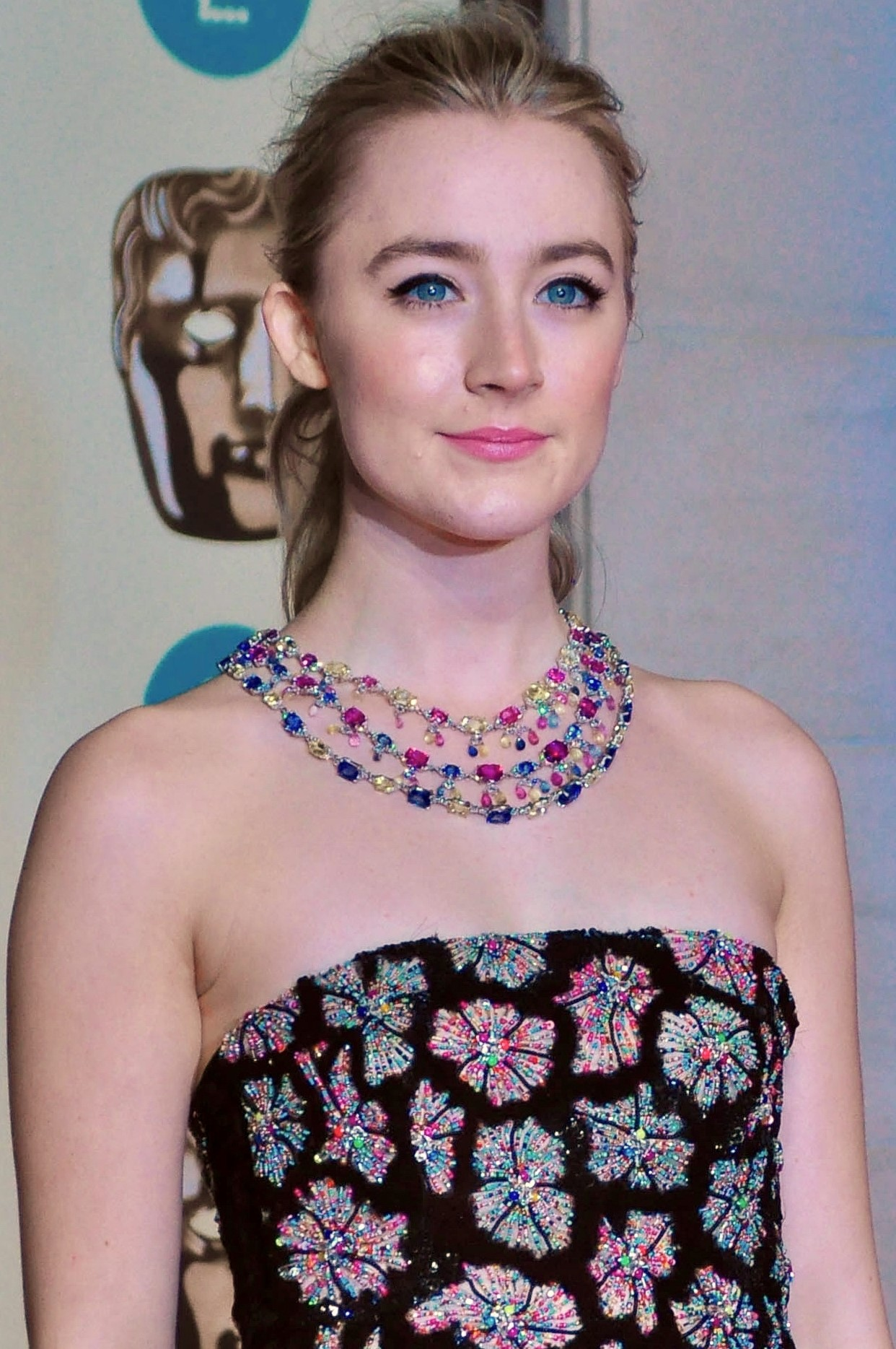
Saoirse Ronan bei der Verleihung der British Academy Film Awards 2016

- British Independent Film Awards 2015: Nominierungen in den Kategorien Hauptdarstellerin: Saoirse Ronan, Nebendarsteller: Domhnall Gleeson, Nebendarstellerin: Julie Walters, Drehbuch und Casting
- Denver International Film Festival 2015: Publikumspreis – Bester Spielfilm
- Evening Standard British Film Awards 2016: Bester Spielfilm
- Hamptons International Film Festival 2015: Bester Nachwuchsdarsteller: Emory Cohen
- Hollywood Film Awards 2015: New Hollywood Award – Saoirse Ronan
- Mill Valley Film Festival 2015: Publikumspreis
- New York Film Critics Circle Award 2015: Beste Hauptdarstellerin – Saoirse Ronan
- Vancouver International Film Festival 2015: Publikumspreis
- Virginia Film Festival 2015: Publikumspreis – Bester Spielfilm
- British Academy Film Awards 2016
  - Gewonnen in der Kategorie Bester britischer Film
  - Nominierung in der Kategorie Beste Hauptdarstellerin – Saoirse Ronan
  - Nominierung in der Kategorie Beste Nebendarstellerin – Julie Walters
  - Nominierung in der Kategorie Bestes adaptiertes Drehbuch
  - Nominierung in der Kategorie Bestes Kostümdesign – Odile Dicks-Mireaux
  - Nominierung in der Kategorie Bestes Make-up und beste Frisuren – Morna Ferguson und Lorraine Glynn
- Oscarverleihung 2016
  - Nominierung in der Kategorie Bester Film
  - Nominierung in der Kategorie Beste Hauptdarstellerin für Saoirse Ronan
  - Nominierung in der Kategorie Bestes adaptiertes Drehbuch für Nick Hornby